# Скит
Скит (грч. ασκητής [] — онај који нешто постиже вежбом и муком) је мала заједница монаха, односно мали манастир, или само неколико ћелија монаха, где се живи аскетски. Скитови се претежно налазе на теже приступачним местима.